# 4847 Amenhotep
4847 Amenhotep è un asteroide della fascia principale. Scoperto nel 1960, presenta un'orbita caratterizzata da un semiasse maggiore pari a 2,1665829 UA e da un'eccentricità di 0,0889191, inclinata di 0,85599° rispetto all'eclittica.